# Marano Ticino
Marano Ticino (piemontesisch Marèn, lombardisch Marön) ist eine italienische Gemeinde mit 1576 Einwohnern (Stand 31. Dezember 2023) in der Provinz Novara (NO), Region Piemont.
Die Nachbargemeinden sind Divignano, Mezzomerico, Oleggio, Pombia und Vizzola Ticino.

## Geographie
Das Gemeindegebiet umfasst eine Fläche von circa 7 km².